# Istari

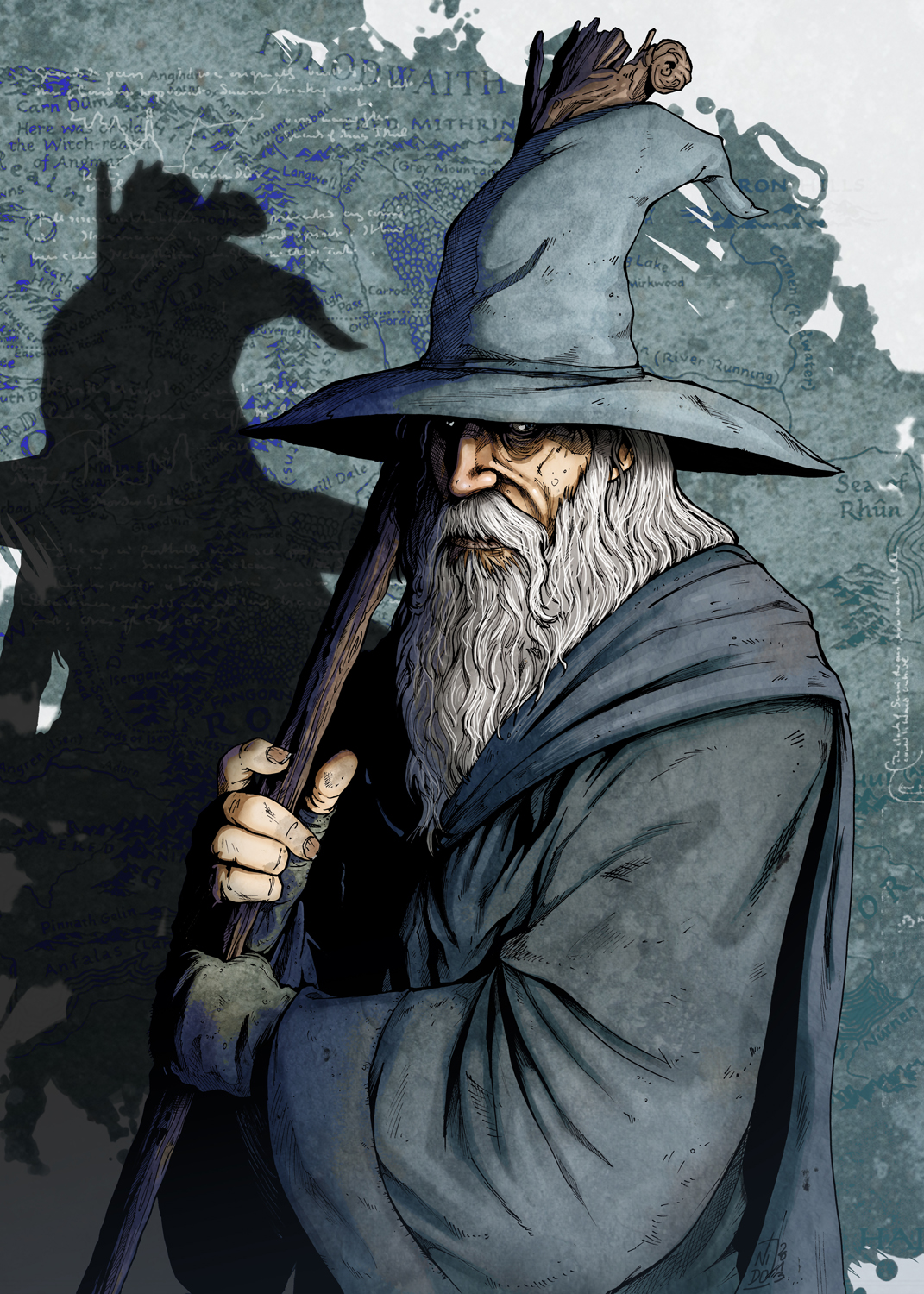
Magos como Gandalf eram Maiar imortais, mas assumiam a forma de Homens.

Os Magos ou Istari na ficção de J. R. R. Tolkien eram poderosos seres angélicos, Maiar, que assumiam a forma física e algumas das limitações dos Homens para intervir nos assuntos da Terra Média durante a Terceira Era, após intervenções direta e catastroficamente violentas dos Valar, e até mesmo do deus único Eru Ilúvatar, nas eras anteriores. 
Dois Magos, Gandalf, o Cinzento, e Saruman, o Branco, representam amplamente a ordem, embora um terceiro Mago, Radagast, o Castanho, apareça brevemente. Dois Magos Azuis são mencionados de passagem. Saruman é instaurado como chefe do Conselho Branco, mas sucumbe à tentação do poder. Ele imita e, em certa medida, é um duplo do Senhor do Escuro Sauron, tornando-se, sem saber, seu servo. Gandalf auxilia incessantemente a Companhia do Anel em sua missão de destruir o Um Anel e derrotar Sauron. Ele forma o duplo de Saruman, pois, enquanto Saruman cai e é destruído, Gandalf ascende e toma seu lugar como o Mago Branco. Gandalf assemelha-se ao deus nórdico Odin em sua aparência como Vagabundo. Ele foi descrito como uma figura de Cristo.
Os três Magos nomeados aparecem nas trilogias cinematográficas de Peter Jackson, O Senhor dos Anéis e O Hobbit. Comentadores afirmaram que eles agem de forma mais física e menos espiritual do que os Magos nos romances de Tolkien, mas que isso é amplamente bem-sucedido em promover o drama.

## Maiar
Os Magos da Terra Média são Maiar: espíritos semelhantes aos divinos Valar, mas de menor poder. Exteriormente semelhantes aos Homens, mas possuindo muito maior poder físico e mental, são chamados Istari (quenya para "Sábios") pelos Elfos. Foram enviados pelos Valar para ajudar os povos livres da Terra Média na Terceira Era a enfrentar o Senhor do Escuro Sauron, um Maia caído de grande poder. Durante a Primeira Era, eles e Melian (outra Maia) também haviam sido enviados pelos Valar para proteger os Elfos em Cuiviénen.

### Nomes
Os primeiros três desses cinco Magos foram nomeados em O Senhor dos Anéis como Saruman, "homem de habilidade" (supostamente traduzido [en] do rohirric, na realidade inglês antigo), Gandalf, "elfo do cajado" (supostamente na língua dos Homens do norte, na realidade nórdico antigo), e Radagast, "cuidador de feras" (possivelmente westron). Tolkien nunca forneceu nomes não-élficos para os outros dois; seus nomes em Valinor são apresentados como Alatar e Pallando, e na Terra Média como Morinehtar e Rómestámo. Cada Mago na série tinha vestes de uma cor característica: branco para Saruman (o chefe e o mais poderoso dos cinco), cinza para Gandalf, castanho para Radagast, e azul-marinho para os outros dois, conhecidos como os Magos Azuis (Ithryn Luin em sindarin). Gandalf e Saruman desempenham papéis importantes em O Senhor dos Anéis, enquanto Radagast aparece apenas brevemente, funcionando mais ou menos como um dispositivo de enredo. Ele ajuda inocentemente Saruman a enganar Gandalf, que acredita em Radagast por sua honestidade, mas, por sorte, alerta a águia Gwaihir para resgatar Gandalf. Os dois Magos Azuis não aparecem na narrativa das obras de Tolkien; diz-se que viajaram para o leste após sua chegada à Terra Média, e atuam como agitadores ou missionários em terras ocupadas pelo inimigo. Seus destinos finais são desconhecidos.

### Servos dos Valar
Como Istari, sendo Maiar, cada um servia a um Vala de alguma forma. Saruman era servo e ajudante de Aulë, e assim aprendeu muito sobre a arte do artesanato, mecânica e metalurgia, como visto na Terceira Era posterior. Gandalf era servo de Manwë ou Varda, mas amava os Jardins de Lórien, e assim conhecia muito dos sonhos e esperanças dos Homens e Elfos. Radagast, servo de Yavanna, amava as coisas da natureza, tanto animais quanto plantas. Como cada Istari aprendeu com seu Vala, assim agiu na Terra Média.

### Gandalf
Gandalf, o Cinzento, é um protagonista em O Hobbit, onde auxilia Bilbo Bolseiro em sua jornada, e em O Senhor dos Anéis, onde é o líder da Companhia do Anel. Tolkien tirou o nome "Gandalf" do nórdico antigo "Catálogo de Anões" (Dvergatal) na Völuspá; seu significado nessa língua é "elfo do cajado". Originalmente chamado Olórin, ele era o mais sábio dos Maiar e vivia em Lórien até a Terceira Era, quando Manwë o encarregou de se juntar aos Istari e ir à Terra Média para proteger seus povos livres. Ele não queria ir, pois temia Sauron, mas Manwë o convenceu, dizendo que seu medo de Sauron era exatamente por isso que ele era adequado para a tarefa.
Como Mago e portador de um Anel de Poder, Gandalf possui grande poder, mas trabalha principalmente encorajando e persuadindo. Ele parte como Gandalf, o Cinzento, possuindo grande conhecimento e viajando continuamente, sempre focado em sua missão de combater Sauron. Está associado ao fogo, seu anel sendo Narya, o Anel de Fogo, e ele tanto se deleita com fogos de artifício para entreter os hobbits de Condado, quanto, em grande necessidade, usa o fogo como arma. Como um dos Maiar, ele é um espírito imortal, mas, estando em um corpo físico na Terra Média, pode ser morto em batalha, como acontece com o Balrog de Moria. Ele é enviado de volta à Terra Média para completar sua missão, agora como Gandalf, o Branco, e líder dos Istari.
Tolkien uma vez descreveu Gandalf como um anjo encarnado; mais tarde, ele e outros estudiosos compararam Gandalf ao deus nórdico Odin em sua aparência de "Vagabundo". Outros descreveram Gandalf como uma figura guia que auxilia os protagonistas, comparável à Sibila de Cumas que ajudou Eneias na Eneida de Virgílio, ou ao próprio Virgílio no Inferno de Dante; e como uma figura de Cristo, um profeta.

### Saruman
Saruman, o Branco, é o líder dos Istari e do Conselho Branco em O Hobbit e no início de O Senhor dos Anéis. No entanto, ele deseja o poder de Sauron para si e planeja tomar a Terra Média à força, remodelando Isengard nos moldes da Torre Sombria de Sauron, Barad-dûr.
O personagem de Saruman ilustra a corrupção pelo poder; seu desejo por conhecimento e ordem leva à sua queda, e ele rejeita a chance de redenção quando esta lhe é oferecida. O nome Saruman significa "homem de habilidade ou astúcia" no dialeto mércio [en] do inglês antigo; ele serve como exemplo de tecnologia e modernidade sendo superadas por forças mais alinhadas com a natureza.

### Radagast
Radagast, o Castanho, é mencionado em O Hobbit e em O Senhor dos Anéis. Seu papel é tão pequeno que foi descrito como um dispositivo de enredo. Ele desempenhou um papel mais significativo na trilogia cinematográfica de O Hobbit de Peter Jackson. Alguns aspectos de sua caracterização foram inventados para os filmes, mas os elementos centrais de seu personagem, como a comunhão com animais, habilidade com ervas e capacidade xamanística de mudar de forma e cores, estão conforme descrito por Tolkien. Excepcionalmente entre os nomes da Terra Média, Radagast é de origem eslava, derivado do nome do deus Radegast [en].

## Análise
Tolkien afirmou que a principal tentação enfrentada pelos Magos, e aquela que derrubou Saruman, era a impaciência. Isso levou ao desejo de forçar outros a fazer o bem, e daí a um simples desejo por poder.
A estudiosa Marjorie Burns [en] escreve que, enquanto Saruman é um duplo "imitativo e menor" de Sauron, reforçando o tipo de personagem do Senhor do Escuro, ele também é um duplo contrastante de Gandalf, que se torna o Saruman que "deveria ter sido", após a falha de Saruman em seu propósito original.
Charles Nelson escreve que, embora o mal seja personificado em Sauron e suas criaturas, como Balrogs, junto com Shelob e outras "coisas sem nome" nas profundezas das montanhas, o mal também ameaça os personagens de dentro, e as falhas morais de figuras como Saruman, Boromir e Denethor colocam o mundo em perigo. Nelson observa que, em uma carta, Tolkien afirmou que "mito e conto de fadas devem, como toda arte, refletir e conter em solução elementos de verdade moral e religiosa (ou erro), mas não de forma explícita, não na forma conhecida do mundo 'real' primário." Cada raça exemplifica um dos Sete Pecados Capitais, por exemplo, os Anões encarnam a avareza, os Homens o orgulho, os Elfos a inveja. Nesse esquema, os Magos representam os anjos enviados por Deus, ou, como Tolkien escreveu, "Emissários (nos termos desta história, do Extremo Oeste além do Mar)". O orgulho é o maior dos pecados e afeta os Magos que assumem a forma de Homens. Saruman, como Lúcifer, é dominado pelo orgulho e pela vanglória, assim como Denethor. Nelson afirma que o argumento de Saruman pela necessidade de poder "definitivamente ecoa" as racionalizações de Hitler para a Segunda Guerra Mundial, apesar das afirmações de Tolkien em contrário.
O estudioso de humanidades Patrick Curry [en] refuta a "crítica comum" a Tolkien, feita por críticos literários como a estudiosa de literatura inglesa Catherine Stimpson, de que seus personagens são ingenuamente bons ou maus. Curry escreve que, longe de serem "aparentemente incorruptíveis", como Stimpson alega, o mal surge entre os Magos.
William Senior contrasta os Magos de Tolkien como emissários angélicos com os de Stephen R. Donaldson [en] em The Chronicles of Thomas Covenant [en] (publicadas entre 1977 e 2013), que são simplesmente humanos. Na visão de Senior, enquanto Tolkien usava mitos e uma hierarquia medieval de ordens de ser, com os Magos acima dos Elfos, que estão acima dos Homens, os Senhores de Donaldson são "completamente humanos" e "funcionam democraticamente".

## Adaptações
Três Magos aparecem nas trilogias cinematográficas de Peter Jackson, O Senhor dos Anéis e O Hobbit: Saruman, interpretado por Christopher Lee; Gandalf, interpretado por Ian McKellen; e Radagast, interpretado por Sylvester McCoy.
O crítico Brian D. Walter escreve que os filmes buscam tornar Gandalf um personagem poderoso sem permitir que ele domine a estratégia e a ação da Comunidade. Como nos romances, Gandalf é "uma presença estranhamente ambivalente, extraordinariamente poderosa e autoritária ..., mas também um estranho, o único dos Istari que nunca se estabelece". Na tela, Gandalf é necessariamente "menos remoto, menos liminar, mais presente fisicamente", menos como um espírito angélico do que em Tolkien, mas, na visão de Walter, isso beneficia a tensão dramática dos filmes e ajuda a destacar muitos outros personagens. Ainda assim, ele aparece mais como uma figura mágica do que heróica, por exemplo, quando a Comunidade é atacada por wargs em Hollin, onde ele usa palavras e uma tocha em vez de sacar sua espada Glamdring. Brian Rosebury considera o Saruman dos filmes "incipientemente shakespeariano ... [com] o potencial de ascender a uma espécie de dignidade trágica"; ele considera que Lee alcança uma presença adequada como "uma figura poderosamente assombrada e vingativa, se menos autoenganada do que a de Tolkien", mesmo que o confronto verbal com Gandalf não alcance o mesmo nível.
Kristin Thompson [en] observa que os cajados dos Magos são mais elaborados nos filmes; suas pontas são "mais intricadas" e podem conter um cristal, que pode ser usado para produzir luz. Rosebury considera a batalha de cajados entre Gandalf e Saruman em Orthanc "absurda", quebrando o encanto do filme em A Sociedade do Anel e chegando "desconfortavelmente perto" das lutas de sabre de luz em Star Wars.
Na série da Amazon O Senhor dos Anéis: Os Anéis de Poder, Daniel Weyman [en] interpreta "o Estranho", um Mago que cai do céu em um meteorito. Na segunda temporada do programa, Ciarán Hinds interpreta "o Mago Sombrio" na terra de Rhûn. No final da segunda temporada [en], o Estranho é confirmado como uma versão mais jovem de Gandalf, enquanto os criadores da série, J. D. Payne e Patrick McKay [en], indicaram que o Mago Sombrio é um dos outros cinco, mas extremamente improvável que seja Saruman.

### J. R. R. Tolkien
1. 1 2 3 4 5 6 7 8 9 10 11  (Tolkien 1980), "Os Istari"
2. ↑  (Tolkien 2021), "Datas-Chave"
3. ↑  (Tolkien 1996), pp. 384–385
4. ↑  (Carpenter 2023, #107 para Sir Stanley Unwin, 7 de dezembro de 1946)
5. ↑  (Carpenter 2023, #181 para Michael Straight, janeiro ou fevereiro de 1956)
6. ↑  (Carpenter 2023, #131 para Milton Waldman, final de 1951)
7. ↑  (Carpenter 2023, #144 para Naomi Mitchison, 25 de abril de 1954)
8. ↑  (Tolkien 1954a), Prefácio à Segunda Edição